# Nemška vojaška uprava v okupirani Franciji
Vojaška uprava v Franciji je bila začasna zasedbena oblast, ustanovljena z strani Nacistične Nemčije v drugi svetovni vojni za upravljanje okupiranega ozemlja na severu in zahodu Francije. Ta tako imenovana "okupirana cona" je bila ustanovljena junija 1940, in se je preimenovala v severno območje novembra 1942, ko je bilo zasedeno območje na jugu države, znano kot prosta cona, ta cona pa je se je nato preimenovala v južno območje.        
Vloga nemške vojaške uprave v Franciji je bila delno določena s pogoji, ki jih je določilo premirje na Compiègne 22. junija 1940, kar je vodilo k padcu Francije; tako Francozi kot tudi Nemci so mislili, da bo zasedba začasna in da bo traja le dokler se Velika Britanija ne bo predala, saj so bili prepričani, da je njen poraz neizbežen, in da bi lahko bil eden od njenih razlogov za predajo ravno padec Francije. Na primer, Francozi so se dogovorili, da bodo njihovi vojaki ostali vojni ujetniki dokler se ne prenehajo vse sovražnosti. 
"Francoska država", čeprav je nominalno razširjala svojo suverenost države, je bila v praksi omejena pri izvrševanju pooblastila za prosto cono, in je nadomestila Tretjo francosko republiko. Pariz se je nahajal v zasedenem območju, njegova vlada pa je imela sedež v zdraviliškem mestu Vichy v regiji Auvergne, zato je nova francoska država postala bolj znana kot Vichyjska Francija.
Medtem, ko je bila Vichyjska vlada nominalno odgovorna za vso Francijo, je vojaška uprava na zasedenem območju izvajala de facto nacistično diktaturo. Nacistična vladavina se je razširila v preostali del države 11. novembra 1942, ko sta Nacistična Nemčija in Fašistična Italija zasedli preostalo prosto cono, kot odziv na izkrcanje zaveznikov v Afriki tri dni prej. Vichyjska vlada je še naprej delovala, čeprav je bila njena vloga takrat močno okrnjena. 
Nemška vojaška uprava v Franciji se je končala z osvoboditvijo Francije po zavezniškem izkrcanju v Normandiji leta 1944.